# Kiler (singel)
Kiler – drugi singel zespołu Elektryczne Gitary ze ścieżki dźwiękowej Kiler, wydany w 1997 roku.

## Opis
Autorem tekstu, kompozytorem i zarazem wykonawcą utworu jest Kuba Sienkiewicz.
Utwór zajmował w 1997 i 1998 roku 1. miejsce na listach przebojów Programu Trzeciego, Wietrznego Radia, 30 ton – lista, lista przebojów oraz był notowany na Szczecińskiej Listy Przebojów (9. miejsce).
Utwór znalazł się także na płytach: Sława – de best 2 (1998), Kiler-ów 2-óch (1999), Niepokonani (2001), Gwiazdy XX Wieku: Elektryczne Gitary (2007), Elektryczne Gitary: Przystanek Woodstock (DVD, 2012), Stare jak nowe. 25 przebojów na 25-lecie (2014).

## Twórcy
- Wokal: Kuba Sienkiewicz
- Kompozytor: Kuba Sienkiewicz
- Autor tekstu: Kuba Sienkiewicz